# 9133 d'Arrest
9133 d'Arrest è un asteroide della fascia principale. Scoperto nel 1960, presenta un'orbita caratterizzata da un semiasse maggiore pari a 2,6255357 UA e da un'eccentricità di 0,1720170, inclinata di 12,82210° rispetto all'eclittica.
È dedicato all'astronomo tedesco Heinrich Louis d'Arrest.